# Acrisione
Acrisione é um género botânico pertencente à família Asteraceae.
Possui duas espécies. É originário do Chile. A maioria dos seus membros foram relocalizados para o género Senecio.
Trata-se de um género reconhecido pelo sistema de classificação filogenética Angiosperm Phylogeny Website.

## Taxonomia
O género foi descrito por (Hook. et Arn.) B.Nord. e publicado em Botanische Jahrbücher für Systematik, Pflanzengeschichte und Pflanzengeographie 107: 582. 1985.

## Espécies
- Acrisione cymosa (J.Rémy) B.Nord.
- Acrisione denticulata (Hook. & Arn.) B.Nord.